# فيكتور بابانيك
كان فيكتور جوزيف بابانيك (22 نوفمبر 1923 – 10 يناير 1998) مصممًا ومعلمًا نمساويًا أمريكيًا، وأصبح مدافعًا قويًا عن التصميم المسؤول اجتماعيًا وبيئيًا للمنتجات والأدوات والبنى التحتية المجتمعية. لم يوافق على المنتجات المصنعة التي كانت غير آمنة أو مبهرجة أو غير ملائمة أو غير مجدية بشكل أساسي. واعتبرت منتجاته وكتاباته ومحاضراته مجتمعة مثالاً وألهمت العديد من المصممين. كان بابانيك فيلسوفًا للتصميم وعلى هذا النحو كان مروجًا بلا كلل وبليغًا لأهداف ونُهج التصميم التي ستكون حساسة للاعتبارات الاجتماعية والبيئية. لقد كتب أن "التصميم أصبح الأداة الأقوى التي يصوغ بها الإنسان أدواته وبيئاته (وبالتالي المجتمع والمجتمع نفسه)."